# Нойройтер, Кристиан
Кристиа́н Нойро́йтер (нем. Christian Neureuther ; 28 апреля 1949, Гармиш-Партенкирхен) — немецкий горнолыжник, выступавший в 1970-х годах. Участник трёх Олимпиад. Отец знаменитого горнолыжника Феликса Нойройтера.

## Карьера
Кристиан Нойройтер родился в Гармиш-Партенкирхене в семье врача и после окончания школы пошел по стопам отца, начав изучать медицину. Однако в дальнейшем Кристиан отдал предпочтение спорту и уже в 1969 году стал чемпионом Германии в гигантском слаломе.
В сезоне 1969/70 Нойройтер дебютировал в гонках Кубка мира и уже в декабре 1969 года попал в десятку сильнейших на этапе в Валь-д’Изере. 30 января 1971 года в Межеве стал третьим, впервые в карьере попав на подиум.
В 1972 году на Олимпиаде в Саппоро немец выступил в двух технических видах программы, но в гигантском слаломе он не смог финишировать (хотя был шестым после первой попытки), а в слаломе занял 11-е место.
Постолимпийский сезон 1972/73 оказался для Нойройтера наиболее успешным с точки зрения выступлений в Кубке мира, который он закончил на четвёртой позиции, а в зачёте слалома и вовсе стал вторым, уступив пять очком итальянцу Густаву Тёни. В этом сезоне немец одержал две победы, в том числе свою дебютную на престижном этапе в швейцарском Венгене.
На Олимпиаде в Инсбруке Нойройтер неудачно выступил в гигантском слаломе, замкнув десятку лучших. В профильном для себя слаломе был одним из фаворитов, но стал лишь пятым, уступив более пяти секунд итальянцу Пьеро Гросу.
В 1978 году немец был близок к тому, чтобы завоевать медаль домашнего чемпионата мира в Гармиш-Партенкирхене, но показал в слаломе шестой результат, что однако стало для него личным рекордом на мировых первенствах.
На третьих Олимпийских играх Нойройтер выступал только в слаломе. В первой попытке он стал пятым, во второй показал третье время, но не смог пробиться на подиум, показав суммарный пятый результат с отставанием всего в 0,08с от бронзового призёра швейцарца Жака Люти.
7 июня 1980 года Кристиан Нойройтер женился на знаменитой немецкой горнолыжнице, двукратной олимпийской чемпионке Рози Миттермайер. У пары родилось двое детей, в том числе Феликс Нойройтер, пошедший по стопам родителей и ставший горнолыжником.
После завершения спортивной карьеры работал спортивным комментатором на телеканале ARD.

## Победы на этапах Кубка мира
| № | Дата           | Место               | Дисциплина |
| - | -------------- | ------------------- | ---------- |
| 1 | 14 января 1972 | Венген              | слалом     |
| 2 | 21 января 1972 | Межев               | слалом     |
| 3 | 5 января 1974  | Гармиш-Партенкирхен | слалом     |
| 4 | 20 января 1974 | Венген              | слалом     |
| 5 | 9 января 1979  | Кран-Монтана        | слалом     |
| 6 | 21 января 1979 | Китцбюэль           | слалом     |